# Hanns Oberlindober

Hanns Oberlindober

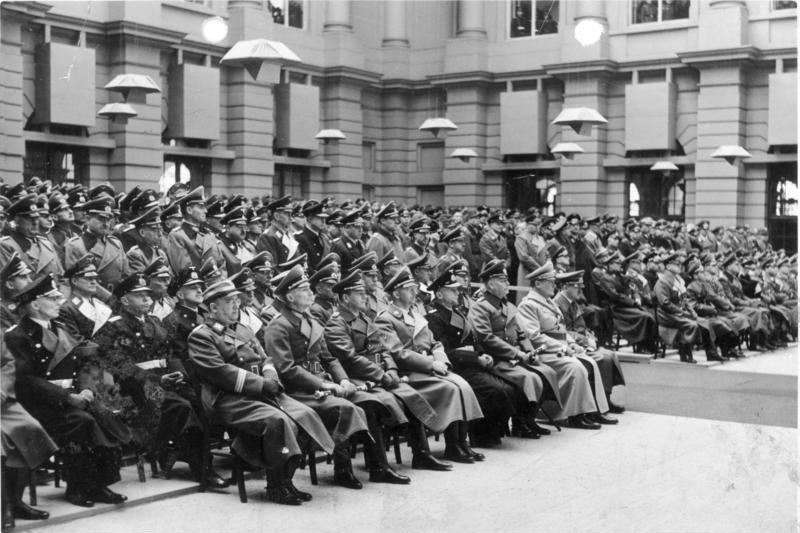
In der ersten Reihe von links nach rechts: Hanns Oberlindober, Fedor von Bock, Erhard Milch, Heinrich Himmler, Karl Dönitz, Wilhelm Keitel, Hermann Göring und Adolf Hitler beim Heldengedenktag am 21. März 1943 im Zeughaus Berlin

Hanns Oberlindober (* 5. März 1896 oder 1895 in München; † 6. April 1949 in Warschau) war ein deutscher Politiker (NSDAP).

## Leben und Wirken

### Kaiserreich und Weimarer Republik
Hanns Oberlindober, Sohn eines Berufsoffiziers, besuchte ein humanistisches Gymnasium in Berlin-Friedenau. Von 1914 bis 1918 nahm er am Ersten Weltkrieg teil. 1918 wurde er als Kompanieführer einer bayerischen Pionierkompanie schwer verwundet und schied aus der Armee aus. Er wurde mit dem Eisernen Kreuz erster Klasse ausgezeichnet.
Nach dem Krieg war Oberlindober bis 1927 im kaufmännischen Fach tätig. Danach war er rednerisch und journalistisch für die NSDAP tätig, der er 1922 beigetreten war und der er sich nach ihrem vorübergehenden Verbot zum 8. August 1925 erneut anschloss (Mitgliedsnummer 14.765). 1923 heiratete Oberlindober. Seit 1930 gab er die Zeitschrift Der Dank des Vaterlands heraus. Von 1924 bis 1929 saß er für die NSDAP im Stadtrat von Straubing, zeitweise als Fraktionsvorsitzender. In der Sturmabteilung (SA) erreichte er den Rang eines Gruppenführers, später den eines Standarten- dann den eines Brigadeführers der SA. Seine wichtigste Funktion in den folgenden Jahren war allerdings die Leitung des Kriegsopferamtes bei der Reichsleitung der NSDAP.
Bei der Reichstagswahl vom September 1930 wurde Oberlindober als Kandidat der NSDAP für den Wahlkreis 7 (Breslau) in den Reichstag gewählt. Den Wahlkreis 7 tauschte er im Juli 1932 zugunsten des Wahlkreises 19 (Hessen-Nassau) ein, für den er in der Folge ohne Unterbrechung bis zum Ende der Zeit des Nationalsozialismus im Mai 1945 angehörte. Das wichtigste parlamentarische Ereignis, an dem Oberlindober während seiner Abgeordnetenzeit beteiligt war, war die Verabschiedung des Ermächtigungsgesetzes im März 1933, das unter anderem auch mit seiner Stimme beschlossen wurde.
1933 lebte er als Kaufmann in Obermenzing.

### Zeit des Nationalsozialismus und Nachkriegsjahre
Während der Zeit des Nationalsozialismus leitete Oberlindober die NS-Kriegsopferversorgung e.V. (NSKOV), die aus dem Kyffhäuserbund hervorging. In dieser Eigenschaft organisierte er Tagungen von Veteranen des Ersten Weltkrieges sowie die Pflege der Beziehungen zu britischen und französischen Veteranenorganisationen. 1934 übernahm Oberlindober zudem die Leitung des NSDAP-Hauptamtes für Kriegsopfer. Außerdem saß er im Siedlungsbeirat des Reichsarbeitsministers und war er Versorgungsreferent beim Wehrpolitischen Amt der NSDAP.
Daneben hatte Oberlindober zahlreiche Funktionärsposten inne. Er war Vorstandsmitglied des Arbeitsausschusses der Deutschen Verbände, Vorsitzender des Reichsausschusses der Kriegsbeschädigten- und Kriegshinterbliebenen-Fürsorge, Mitglied der Akademie für Deutsches Recht und Vorsitzender des Versorgungsausschusses der Akademie. Ferner war er Mitglied des Präsidialrates der Akademie für Landesforschung und Reichsplanung, Mitglied des Vorstandes der Deutsch-Französischen Gesellschaft und Mitglied im Bundesvorstand im Deutschen Reichskriegerbund Kyffhäuser. Schließlich war er noch Mitglied des Bundesvorstandes des Reichsverbandes Deutscher Offiziere, Mitglied des Kuratoriums der Hindenburg-Spende, Vorsitzender des Verwaltungsrates des Deutschen Kriegerkurhauses Davos und Mitglied des Großen Rates des Roten Kreuzes.
Nach dem Zweiten Weltkrieg geriet Oberlindober in amerikanische Kriegsgefangenschaft. 1948 wurde er aus der amerikanischen Haft an Polen ausgeliefert, wo er im April 1949 in einem Warschauer Krankenhaus verstarb. Sämtliche von Oberlindober verfasste Schriften sowie das von ihm herausgegebene 5 Jahre Arbeit für Führer und Volk (Deutsche Kriegsopferversorgung, Berlin 1938) und das von ihm mit einem Geleitwort versehene Frontsoldaten wollen den Frieden (Safari-Verlag, Berlin 1937) wurden in der Sowjetischen Besatzungszone auf die Liste der auszusondernden Literatur gesetzt.

## Schriften
- Der Dank des Vaterlandes. Rede gehalten im Gau Düsseldorf, 1932.
- Ehre und Recht für die deutschen Kriegsopfer, 1933.
- Die Mannschaft, Kameradschaft der Frontdichter, 1933.
- Frontsoldaten wollen den Frieden, 1937.
- 5 Jahre Arbeit für Führer und Volk, 1938.
- Ein Vaterland, das allen gehört! Briefe an Zeitgenossen aus zwölf Kampfjahren, 1940.